# Nașterea Răului
„Nașterea Răului” este al treizeci și șaptelea episod al serialului de desene animate Samurai Jack.

## Subiect
Undeva în Univers, o pâclă neagră pulsează în jurul unei stele, pentru ca apoi să se desprindă de stea și să se îndepărteze. Trei zei mesianici ies din stea și îi iau urma:
- Odin (ochiul lipsă și coiful de viking) călare pe Sleipnir (cal alb cu opt picioare) și înarmat cu un trident
- Vișnu (pielea albastră) cu șase mâini, călare pe un elefant și înarmat cu arc
- Horus (capul de șoim) înarmat cu o seceră și strunind un crocodil

Eroii atacă negura și o nimicesc încetul cu încetul, pârjolind-o cu armele lor, dar o părticică a ei ca o gheară, rostogolindu-se în spațiu, își stinge arsura și supraviețuiește. Gheara străbate spațiul intergalactic și ajunge pe Pământ, în perioada dinozaurilor, producând un șoc și o explozie cutremurătoare.
După un timp, din dinozauri rămân doar schelete, căci sunt înghițiți și mistuiți treptat de cloaca ce se formase pe locul impactului. Cu fiecare ființă devorată, balta cea neagră se extinde mai mult, iar pământul crapă în jurul ei, cuprins de uscăciune. Deodată, din cloacă țâșnesc o puzderie de crăci negre care acoperă Soarele.
Un membru al unui trib dintr-un ținut înghețat descoperă pe un bătrân al tribului scufundat până la piept în cloaca cea neagră. Nu-l poate trage afară de unul singur și cheamă ajutoare. Câțiva oameni vin în grabă, dar sunt cu toții înghițiți de cloacă.
Într-un sat așezat chiar pe vatra vechiului trib, un tânăr se pregătește să dea de mâncare la un animal din ogradă (câine? capră?), dar acesta își rupsese funia și dispăruse. Tânărul pleacă în căutarea lui, dar când se uită după niște stânci vede pădurea de crăci negre ridicându-se din pământul crăpat. Dintr-o crăpătură se vede ieșind capătul funiei cu care era legat animalul.
Peste timp, satul s-a transformat într-un oraș în plin avânt, dar care este mâncat pe zi ce trece tot mai mult de plaga crăcilor negre. Împăratul se hotărăște să lanseze un atac armat împotriva acestui Rău implacabil. Soția sa este însărcinată și ar vrea să nu se ducă. Dar Împăratul pleacă la luptă cu cavaleria, purtând cu el un elixir menit să distrugă Răul din rădăcină. Toți călăreții dispar pe drumul spre cloaca Răului, fiind uciși de crăcile care ies necontenit din pământ. Împăratul ajunge la cloacă, înmoaie o săgeată în elixir, o lansează spre Soare de unde săgeata prinde o văpaie și se aprinde, pentru ca apoi să cadă în mijlocul cloacei. Crăcile încep să se retragă, dar deodată din cloacă țășnește un trunchi mai viguros și mai înalt, care prinde viață și o formă antropică: Aku. Împăratul încearcă zadarnic să-l atace cu săgeți și cu sabia, Aku este invulnerabil și îl țintuiește pe Împărat de un trunchi gros și uscat (aluzie la Yggdrasil).
Aku se repede asupra orașului și scoțând foc pe ochi, îl incendiază sub privirile neputincioase ale Împăratului.